# Vaux-Lavalette
Vaux-Lavalette è un comune francese di 103 abitanti situato nel dipartimento della Charente, nella regione della Nuova Aquitania.

## Società

### Evoluzione demografica
Abitanti censiti